# Andslimoen
Andslimoen est une localité du comté de Troms, en Norvège dont la population (d'après le dernier recensement fait en 2009) est de 533 habitants.

## Géographie
Administrativement, Andslimoen fait partie de la kommune de Målselv.